# Qualcomm
Qualcomm (NASDAQ: QCOM) és una empresa del EUA amb base a San Diego, Califòrnia, famosa pel desenvolupament i comercialització de semiconductors i tecnologia per a telèfons mòbils. Qualcomm és el fabricant número 1 de semiconductors a tot el món, i és el principal proveïdor de xips per a telèfons mòbils. Fou creada el 1985.

## Història
- El 1985, set professionals del sector telecomunicacions creen Qualcomm amb el model d'empresa startup o empresa emergent.[4]
- El 1988 dissenyen un sistema de seguiment de vehicles anomenat OmniTRACS.
- El 1989 creen el sistema CDMA per a comunicacions sense fils. També ajuda a establir els sistemes CDMA2000, WCDMA i LTE.
- El 2012, creació del SoC anomenat Snapdragon.
- El 2014 compra l'empresa d'IC de comunicacions CSR Plc.
- El 2016 compra NXP.

## Productes més importants
Qualcomm és un model d'empresa fabless que es dedica a vendre les llicències de la seva tecnologia:
- Patents de CDMA, CDMA2000, WCDMA i LTE.
- Patents del sistema SoC anomenat Snapdragon.
- Patents del sistema OmniTRACS.